# Linda Mvusi
Linda Mvusi (* um 1955 in Bloemfontein) ist eine südafrikanische Architektin und ehemalige Schauspielerin. Bekanntheit erlangte sie durch ihre erste und bisher einzige Filmrolle in Chris Menges’ preisgekröntem Spielfilm Zwei Welten (1988).

## Leben
Mvusi wurde in der Provinz Freistaat geboren und wuchs im früheren Nordrhodesien (dem heutigen Sambia), Ghana und Kenia auf. Sie ließ sich als Architektin ausbilden und ging in Harare, der Hauptstadt Simbabwes diesem Beruf nach. In einer Zeit des Übergangs wurde sie von dem lokalen Büro des African National Congress (ANC) angesprochen, das nach einer Schauspielerin für Chris Menges’ fünf Millionen US-Dollar teure Filmproduktion Zwei Welten suchte, die in Bulawayo, im Südwesten Simbabwes, abgedreht wurde. Das Apartheidsdrama basiert auf einer wahren Geschichte und ist die Verfilmung eines Drehbuchs der Südafrikanerin Shawn Slovo, Tochter der beiden Anti-Apartheid-Aktivisten Ruth First und Joe Slovo. Zwei Welten ist in den 1960er Jahren, in der weißen Enklave Johannesburg angesiedelt. Im Mittelpunkt steht die 13-jährige Weiße Molly (gespielt von Jodhi May), deren Vater als Gegner des südafrikanischen Apartheid-Regimes ins Exil flüchten muss. Das Mädchen versucht daraufhin die Zuneigung seiner Mutter (Barbara Hershey) zu gewinnen, die jedoch die Arbeit ihres Mannes allein weiterführt und ihrer Tochter lieblos begegnet.
Obwohl Mvusi, ähnlich wie die junge Britin Jodhi May über keinerlei schauspielerische Erfahrung verfügte, erhielt sie den Part der schwarzen Haushälterin Elsie, die sich dem Kind annimmt. Als Vorbereitung für die Rolle traf sie sich mit zahlreichen Frauen, die sie kannte, die als Haushälterinnen arbeiteten. Bevor sie selbst im Film mitwirkte, hatte sie die Befürchtung gehabt, dass Außenstehende Zwei Welten mit ausländischem Geld für ein fremdes Publikum inszenieren würden und die Afrikaner nicht in der Lage wären, ihre eigene Geschichte zu erzählen. Menges beeindruckte sie aber damit, dass er einheimische Zeitzeugen für das Schauspielensemble gewann. Auch die aufkeimende Befürchtung am Filmset, der parallele Erzählstrang Elsies, die die Schwester eines politischen Aktivisten (gespielt von Albee Lesotho) ist, könnte durch den von Hershey und May in den Hintergrund gedrängt werden, erfüllte sich nicht. „… als ich ihn (den Film) auf der großen Leinwand sah, dachte ich, ‚Wir haben den Kampf nicht verloren’. Chris (Menges) ist ein in seinen Erfahrungen so reicher Man, dass er völlig  unbeeinflussbar ist. Diese Art der Zusammenarbeit machte es möglich, einiges der vielschichtigen Realität der Kultur in den Film unterzubringen“, so Mvusi.
Mvusis schauspielerische Leistung wurde bei der Premiere von Zwei Welten auf den Filmfestspielen von Cannes 1988 belohnt, wo die Südafrikanerin gemeinsam mit Barbara Hershey und Jodhi May den Preis für die beste Schauspielerin des Filmfestivals erhielt. Sie war die erste Afrikanerin und erste schwarze Schauspielerin, die die Auszeichnung gewann.
In den Vereinigten Staaten bewertete die Newsweek Mvusis Elsie als „überraschend gut“, doch für die Südafrikanerin sollte Zwei Welten der einzige Auftritt in einem Spielfilm bedeuten. Sie kehrte in ihren alten Beruf als Architektin zurück und unterhält heute ein eigenes Büro in Johannesburg. Im Jahr 2004 wurde sie für ihre Mitarbeit am Bau des Apartheid-Museums in Johannesburg mit dem Preis des South African Institute of Architects (SAIA) geehrt. Als längerfristige Ziele nannte sie im Jahr 2004, die Entwicklung des ländlichen Raums. „Unser Aufgabe ist es, die Freiheit spürbar innerhalb eines gemeinsamen Wohlstands zu verwirklichen“, so Mvusi.

## Filmografie
- 1988: Zwei Welten (A World Apart)

## Auszeichnungen
- 1988: Darstellerpreis der Internationalen Filmfestspiele von Cannes für Zwei Welten